# Villa Perrot
La Villa Perrot, localement surnommée « le Château rouge » ou « la Grande Maison », est un château édifié dans le style Louis XIII se situant dans la commune de Pregny-Chambésy, dans le canton de Genève, en Suisse. 

## Localisation

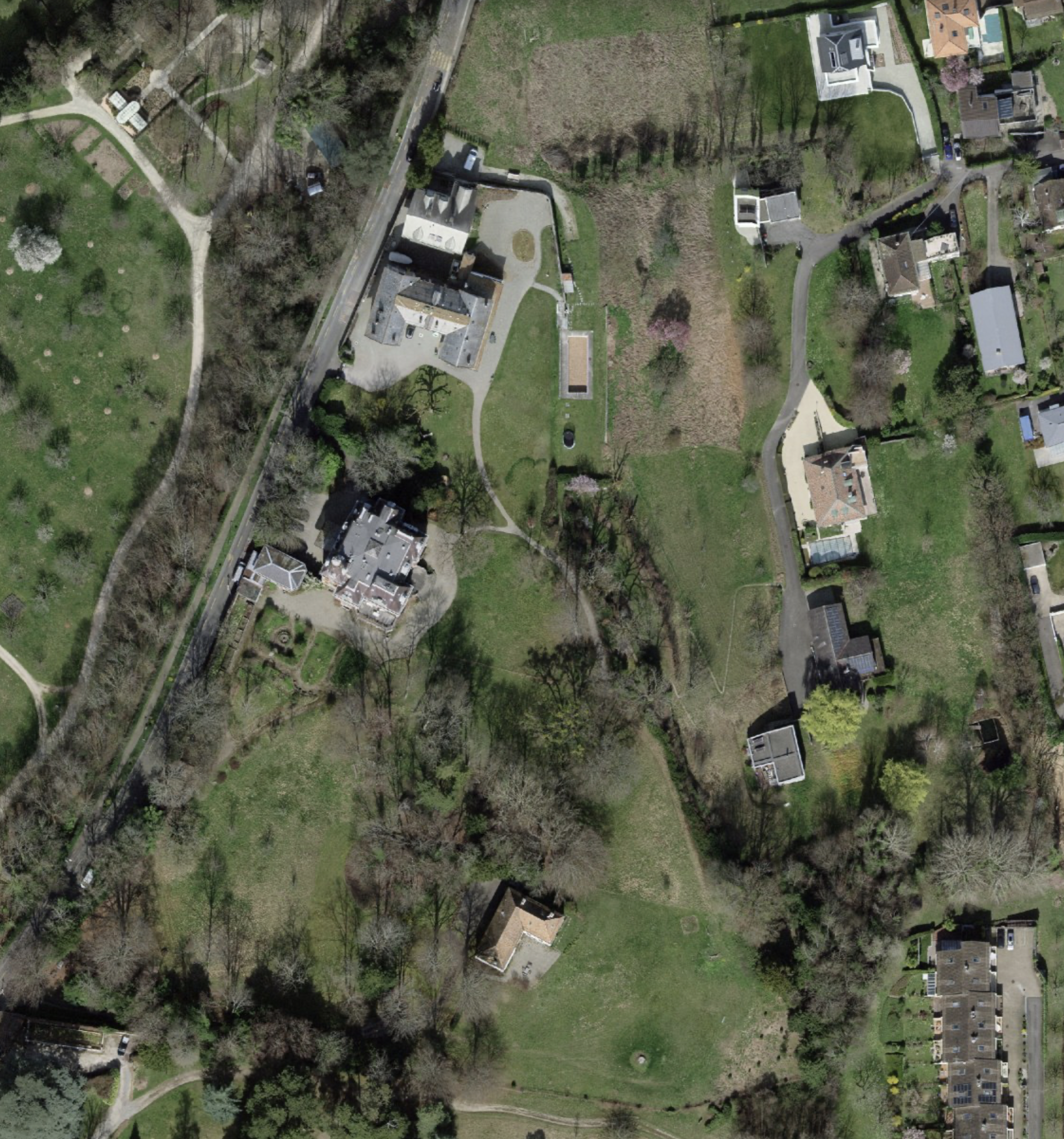
Photo satellite, par Swisstopo, du domaine.

Le château se situe dans la localité de Chambésy - Village, aux lieux-dits Malvandes et Cornillon. Le domaine est bordé par la Route de Pregny, qui relie les hameaux historiques de Pregny et Chambésy-Dessus. 
Depuis la propriété, la vue s'étend sur le Léman ainsi que sur plusieurs massifs français, italiens et suisses. Toutefois, cette vue se trouve partiellement obstruée par la présence d’arbres centenaires.
Le domaine couvre une surface totale de 33 378 m2.

## Histoire

### L'ancienne maison
Le plus ancien acte relatif à cette propriété remonte à 1723. Il s’agit d’une cession de Jacob Chouet à Jean-Louis Chouet, dans laquelle le bâtiment est décrit comme « une propriété avec maison à deux étages sur des caves. grange, deux écuries, deux soliers, un grand pressoir, une grande cour close de murailles, situés au village de Chambésy au pays de Gex, jouxte le grand chemin tendant de Pregny à Chambésy au couchant ».
En 1761, la propriété passe entre les mains de Jean-Frédéric de Crinsoz, seigneur de Colombier-sur-Morges, qui la cède en 1771 à Barthélemy Jaquemet, aubergiste. Accablé par de nombreuses hypothèques, Jaquemet se voit contraint de vendre en 1788 à Henri-Louis Jaquet-Droz, mécanicien et horloger originaire de Neuchâtel. Jaquet-Droz décide de rénover l’habitation, alors dans un état très négligé. Il agrandit la vieille maison de ferme en construisant un corps de bâtiment où toute la famille s’installe. L’ensemble des constructions conserve un caractère rustique. Au fil des années, la maison subit plusieurs modifications et extensions. Cependant, en voulant superviser et réaliser lui-même les travaux, Jaquet-Droz s’expose aux intempéries alors que sa santé reste fragile. À sa mort en 1791, la propriété revient à sa fille, Cécile-Madeleine Jaquet-Droz. À partir de cette époque, la maison est habitée par Mme Bennelle, la belle-mère d’Henri-Louis Jaquet-Droz, ainsi que par sa veuve, Louise-Suzanne Jaquet-Droz, née Bennelle (1760-1874), et leur fille Cécile-Madeleine Jaquet-Droz,.
Louis Perrot, passionné de nature et de botanique, passe souvent du temps chez sa tante par, Louise-Suzanne Jaquet-Droz, à la propriété de Pregny. C’est là qu’il rencontre notamment le naturaliste François Huber et le botaniste Augustin-Pyramus de Candolle, tous deux résidant à Pregny. C’est également à cette période qu’il fait la connaissance de sa cousine germaine, Cécile-Madeleine Jaquet-Droz, qu’il épouse le 23 février 1809. Le couple habite alors au premier étage de la maison.
À la mort de Cécile-Madeleine en 1815, Louis Perrot, devenu veuf, passe désormais uniquement les étés à la propriété de Pregny, en compagnie de sa tante Louise-Suzanne Jaquet-Droz toujours présente à la propriété. En 1826, il épouse Rosalie de Pourtalès-Boyve (1794-1876), avec qui il a quatre enfants.
En 1834, il vend la partie sud du domaine à Georges Haldimand (1781-1851), qui en fait, en 1836, le domaine de la maison de maître nommée « Les Ormeaux ».
À la mort de Louis Perrot-de Pourtalès en 1865, le domaine passe à son fils Adolphe Perrot, qui conserve la maison comme résidence secondaire tout en la laissant habiter par sa grand-mère Louise-Suzanne Jaquet-Droz, encore vivante à cette époque. En 1874, à la mort de Louise-Suzanne Jaquet-Droz, la maison reste vide avant d’être démolie en 1879.

Adolphe Perrot épouse, en 1863, Sophie Turrettini-de la Rive (1840-1899), avec qui il a un fils nommé François-Louis Perrot (1865-1949). En 1864, il édifie de nouvelles dépendances comprenant, des bâtiments de fermes et un logement pour l'une de ses sœurs.
Fier de ses origines neuchâteloises, Louis Perrot-de Pourtalès plante plusieurs ceps de vigne sur son coteau.

### La Villa Perrot
En 1879, la maison principale étant devenue trop vétuste, Adolphe Perrot fait construire un logement plus confortable à la place des vieilles remises situées au bord de la route, pour ses séjours d’été à Pregny. Après deux années d’études du plan et de l’orientation de la future demeure, les travaux commencent en 1881.
Le style d’architecture choisi par Perrot est celui de Louis XIII. Ce choix s’explique, d’une part, par les conseils de son beau-frère Albert de Meuron (de) (1823-1897), qui lui recommande de ne pas « imiter la monotonie des maisons de la ville dont toutes les fenêtres sont identiques », et d’autre part par l’intérêt de Perrot pour la céramique, ainsi que son désir de décorer la façade de sa demeure avec des faïences. Trouvant les anciennes résidences genevoises tristes à cause de leur molasse grise et de leurs façades crépies dans des tons uniformes, il décide d’habiller l’extérieur des murs en briques rouges, d’ajouter du grès de Saint-Gall à grains roses sur toutes les saillies, et de poser des colonnes en granit poli venues d’Écosse sur les façades. Les terres issues des fouilles servent à élargir la terrasse, et Perrot achète, pour garantir la vue sur le lac, des parcelles appartenant à divers propriétaires jusqu’au chemin des Cornillons. La construction, dirigée par l’architecte Jacques-Elysée Goss (de) (1839-1921), dure deux ans. Le château est achevé en 1883 et prend officiellement le nom de « Villa Perrot »,.
En 1887, à la mort d’Adolphe Perrot, le château passe à son fils François-Louis Perrot, qui en reste propriétaire jusqu’à son décès en 1949. Ce dernier a huit enfants et, dès cette année-là, la propriété est partagée en cinq parts: Son fils Alain Jacques Perrot (1911-2003) devient propriétaire d’une parcelle non bâtie. Sa fille Évelyne Perrot et son époux René Mach héritent de la Villa Perrot. Son fils Adolphe Perrot (1899-1982) reçoit la portion située du côté de Genève, où il fait construire une maison. Raymond Perrot (1905-1997), un autre de ses fils, hérite de la première dépendance, du côté de Versoix, connue sous le nom de Petite-Malvande. Enfin, son fils François Perrot reçoit la seconde dépendance.
Par la suite, la Villa Perrot demeure dans la famille Mach, tandis que les dépendances reviennent à la famille Perrot et, par alliance, à la famille Lauber.

### Propriétaires du domaine et du château

#### Propriétaires du domaine et de l'ancienne villa Perrot
- ? - 1723 : Jacob Chouet[5];
- 1723 - ? : Jean-Louis Chouet (1676-1756)[5];
- ? - 1761 : famille Chouet[5];
- 1761 - 1771 : Jean-Frédéric de Crinsoz[5];
- 1771 - 1788: Barthélemy Jaquemet[5];
- 1788 - 1791 : Henri-Louis Jaquet-Droz (1752-1791)[5];
- 1791 - 1809 : Cécile-Madeleine Jaquet-Droz (1788-1815)[5];
- 1809 - 1865 : Louis Perrot-de Pourtalès (1785-1865)[5];
- 1865 - 1879 : Adolphe Perrot-Turrettini (1833-1887)[5];

#### Propriétaires de la Villa Perrot
- 1881 - 1887 : Adolphe Perrot-Turrettini[5];
- 1887 - 1949 : François-Louis Perrot-de Montmollin (1865-1949)[2];
- 1949 - 1985 : Evelyne Perrot-Mach (1903-1985) & René Sigmund Mach (1904-1994)[2];
- 1985 - 1994 : René Sigmund Mach[2];
- Depuis 1994 : Bernard, Jean-Pierre et Olivier Mach[11].

## Protection
Le domaine, le château et les dépendances sont classés comme «bien culturel d'importance nationale» par l'Office fédéral de la protection de la population,.
Le 16 octobre 1987, le château et les dépendances sont inscrits sur la liste des immeubles dignes d'être protégés par le Département des Travaux Publics du canton de Genève,.
Le 21 juin 2017, le Conseil d'État genevois inscrit la Villa Perrot sur la liste des objets classés à l'Office du patrimoine et des sites du canton de Genève.
Depuis le 4 octobre 2005, le domaine est inscrit à l'inventaire de la section nationale suisse du Conseil international des monuments et des sites (ICOMOS), répertoriant les parcs et jardins historiques de Suisse.

## Galerie

### Villa Perrot

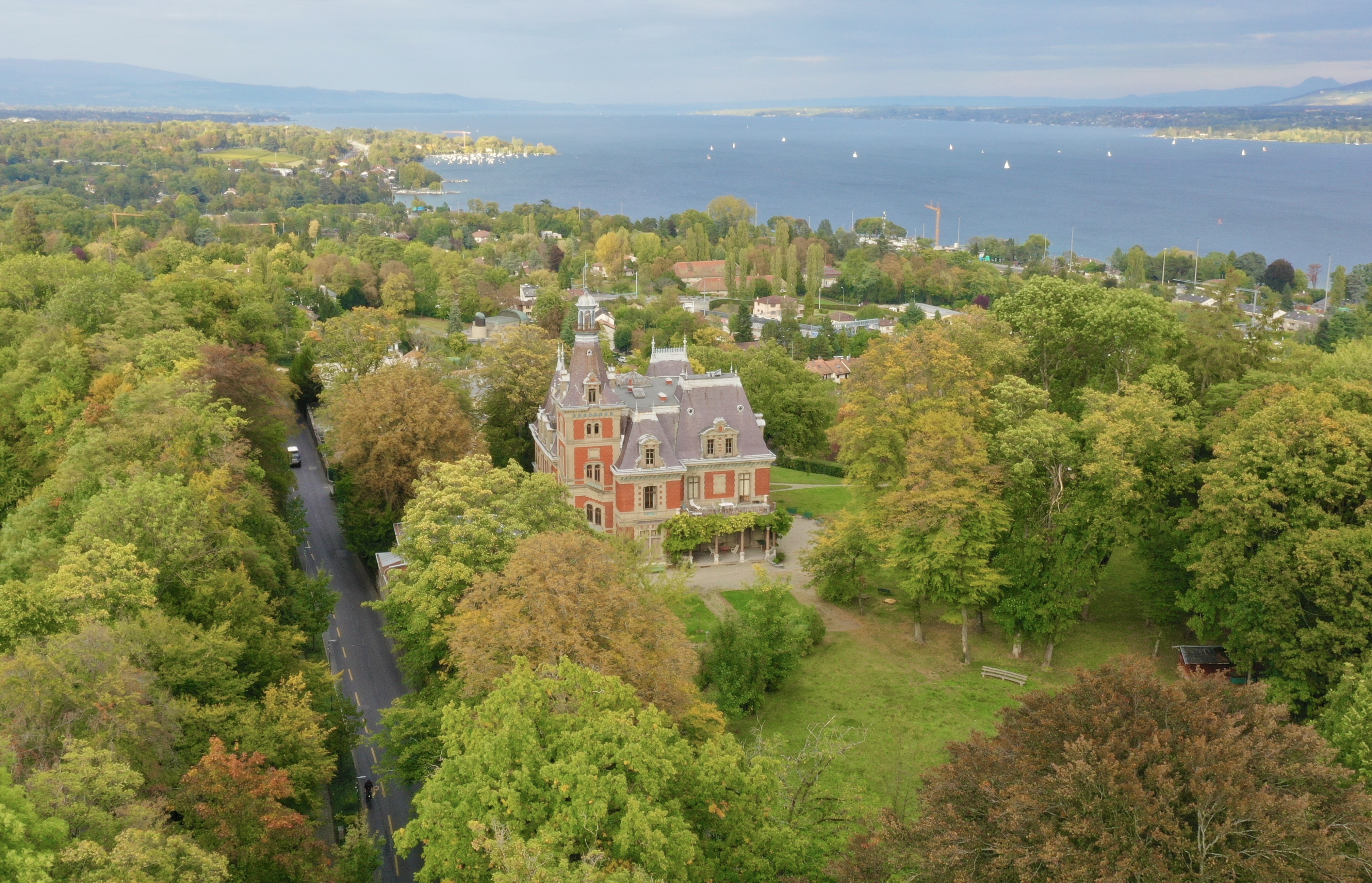
Vue aérienne de la façade Ouest de la Villa Perrot.
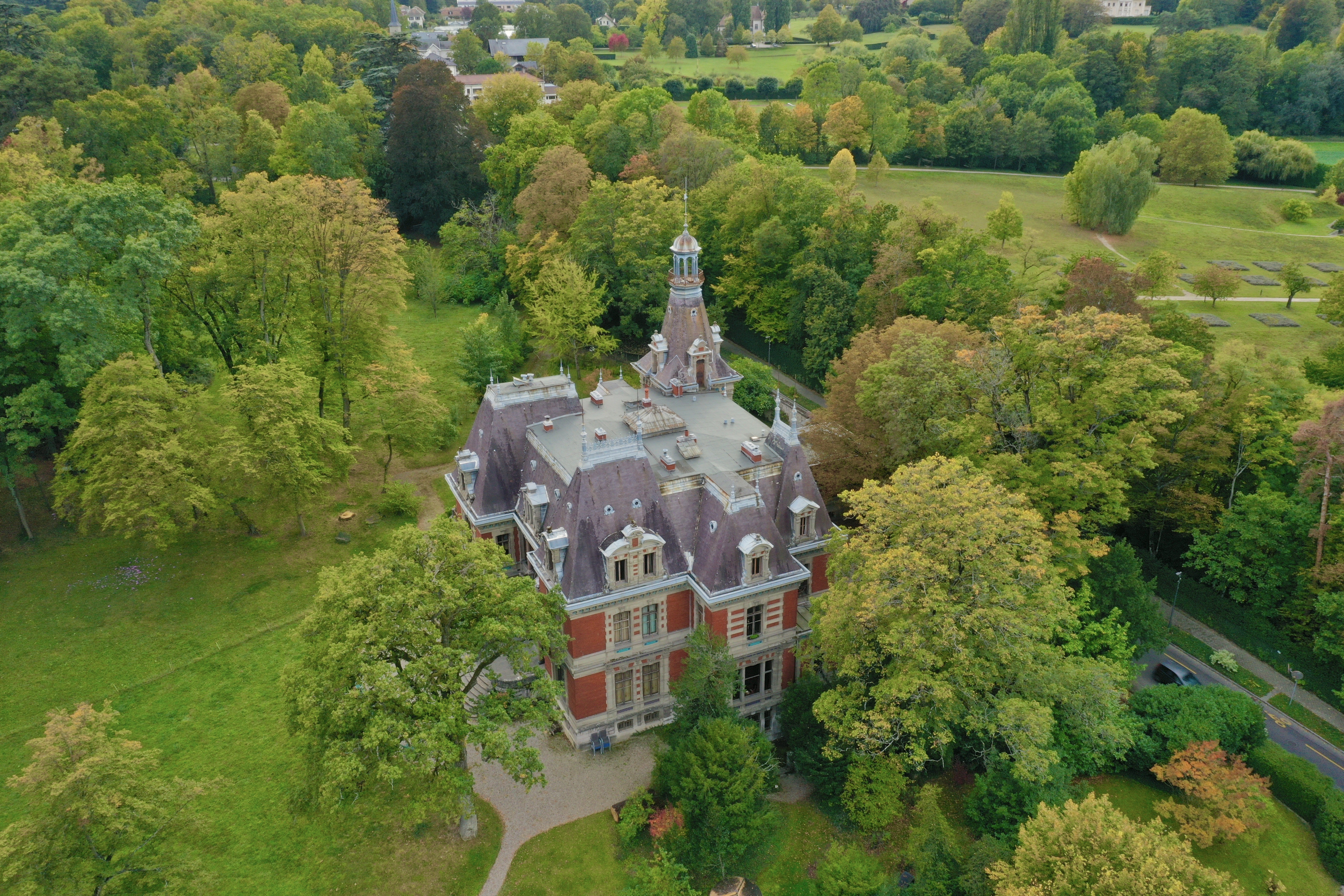
Vue aérienne de la façade Est de la Villa Perrot.
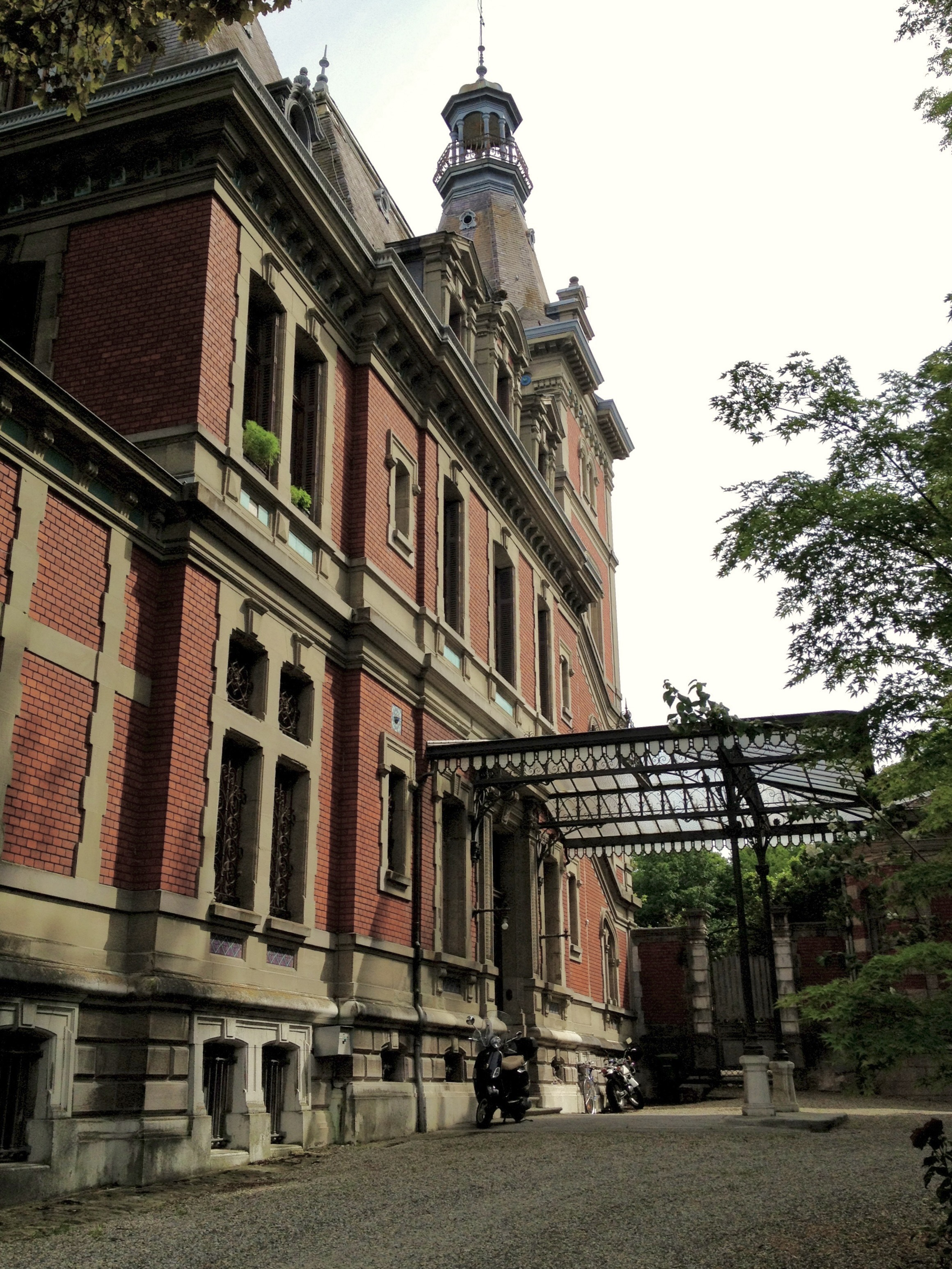
L'entrée et la façade Nord.
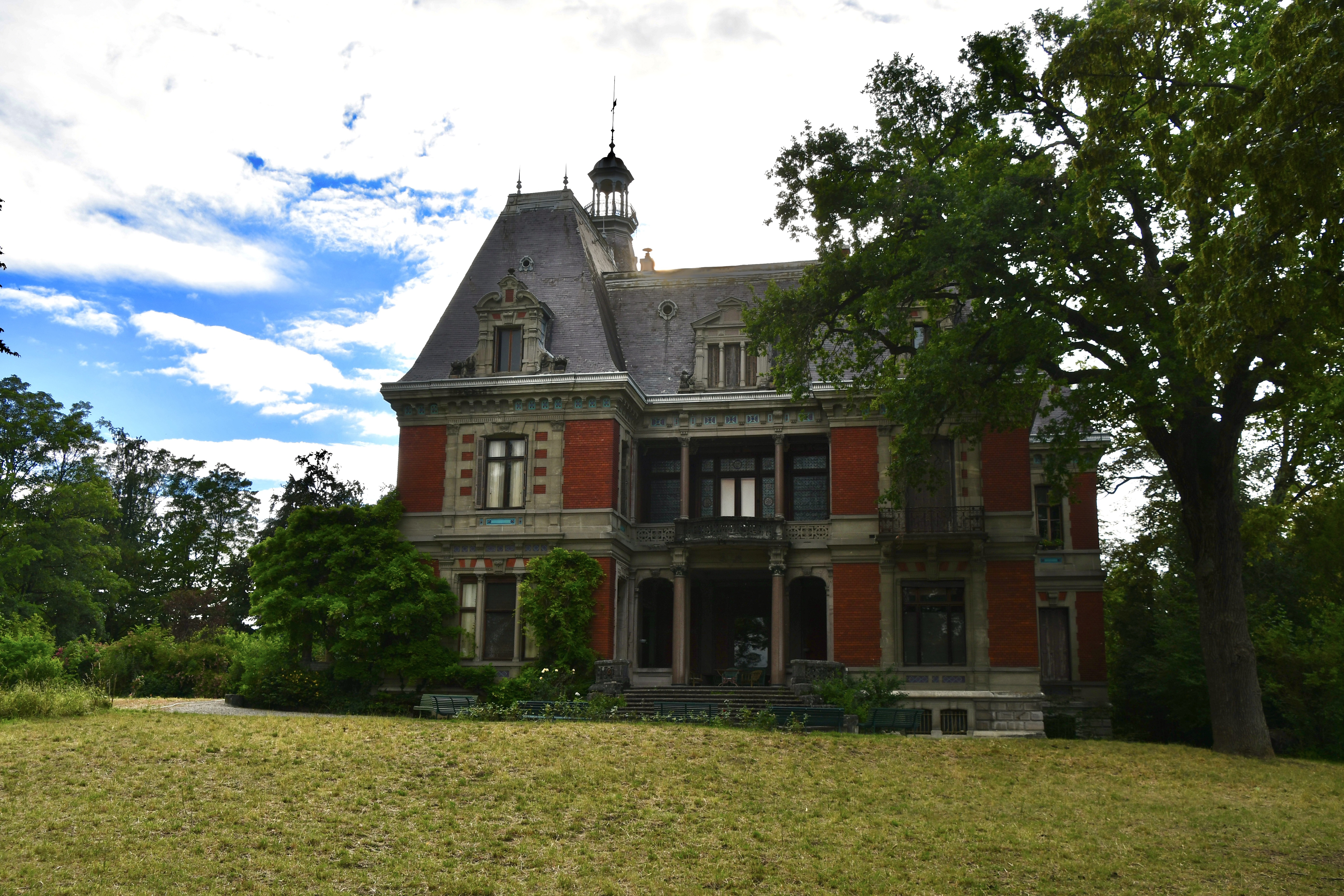
La façade Sud.
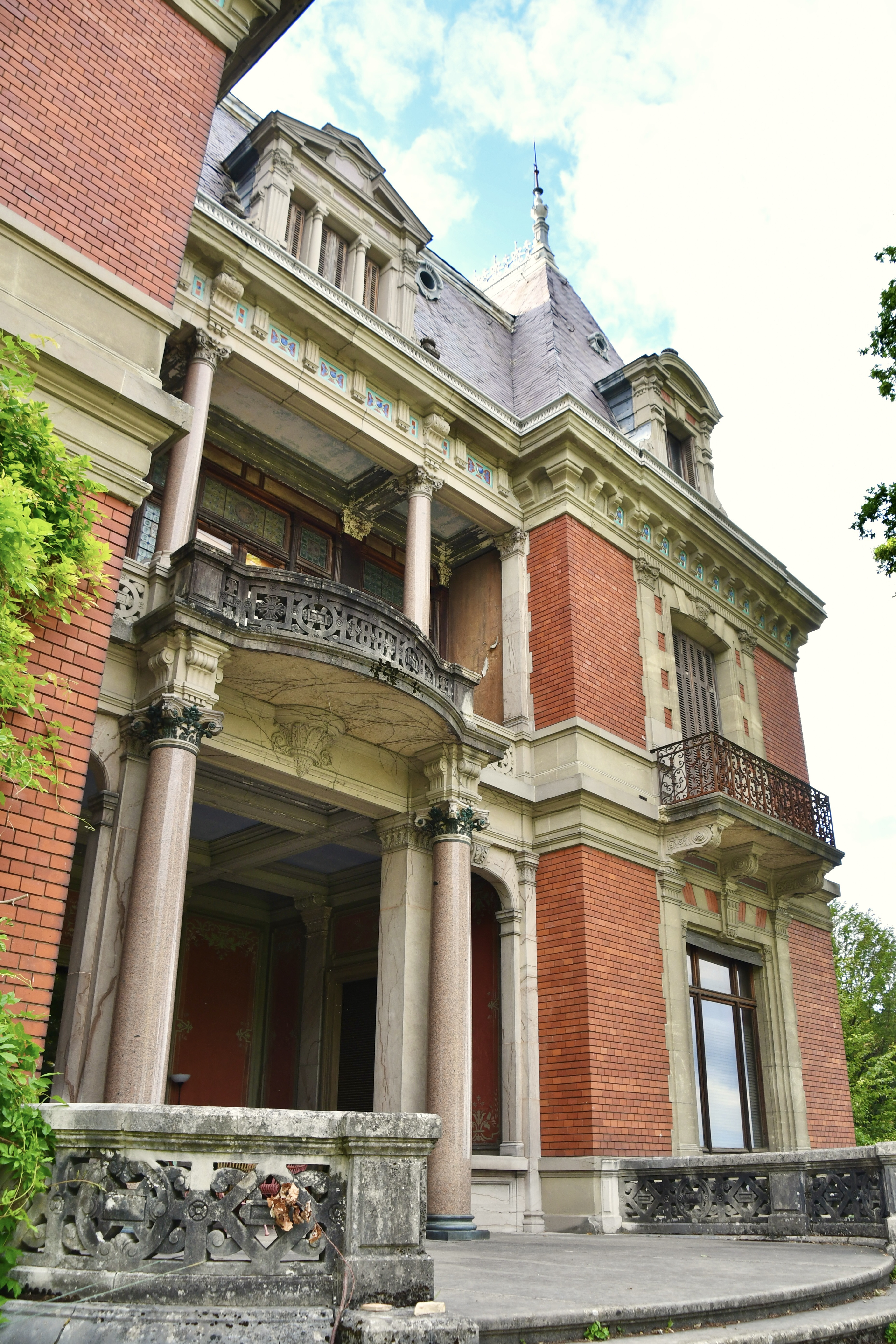
Détail de la façade Sud avec la date de 1881 sur la balcon.
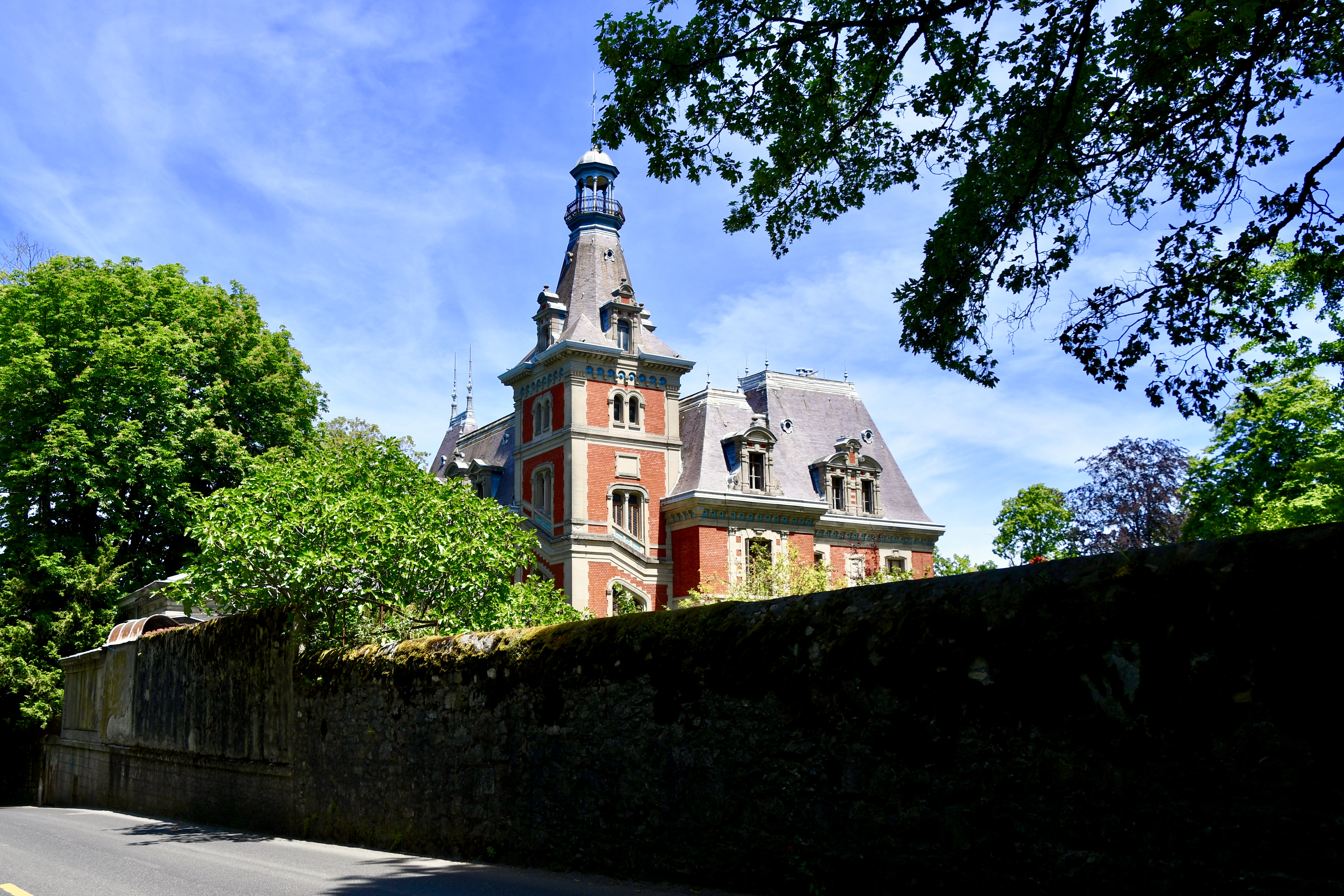
La Villa Perrot vue depuis la Route de Pregny.
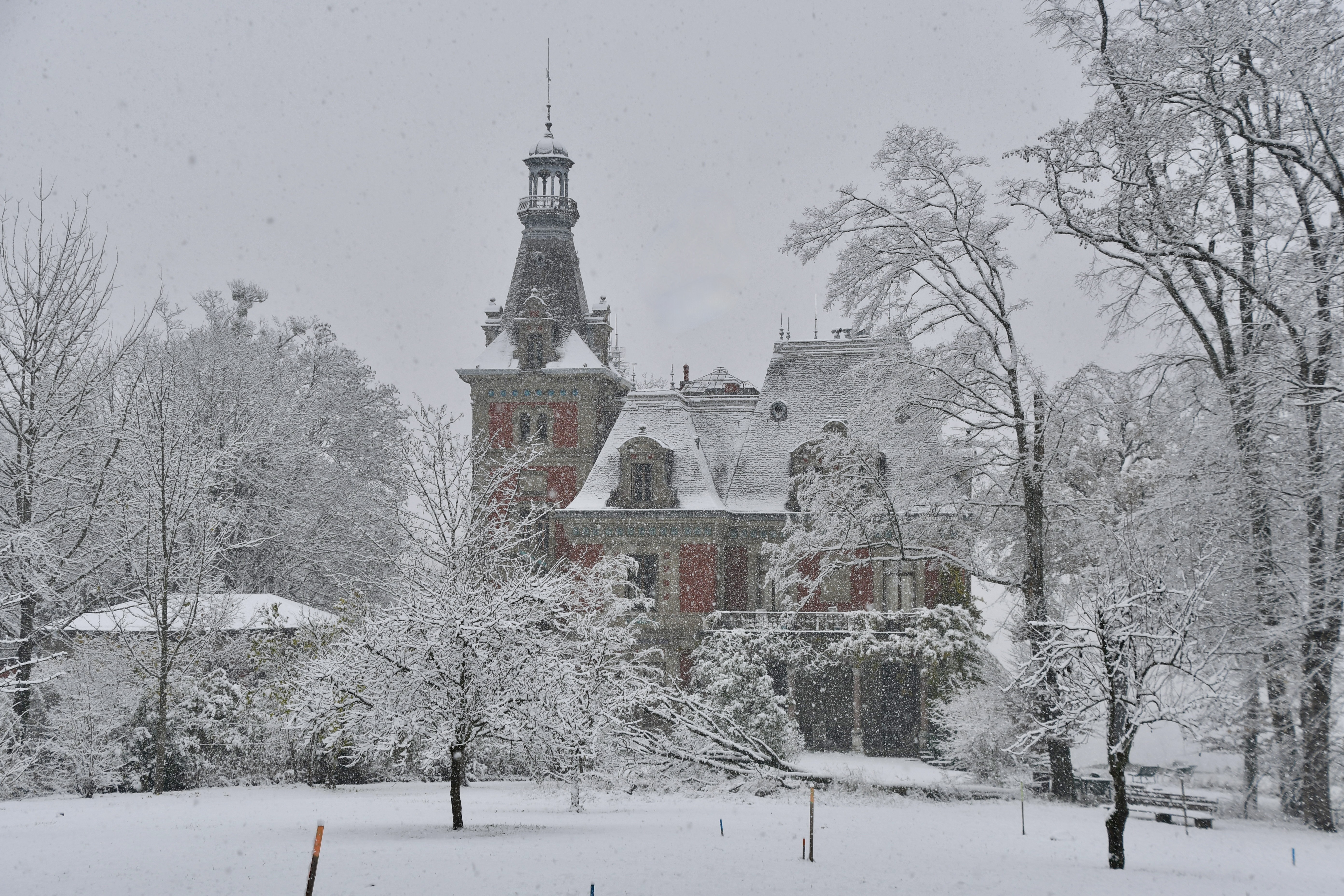
La Villa Perrot sous la neige.
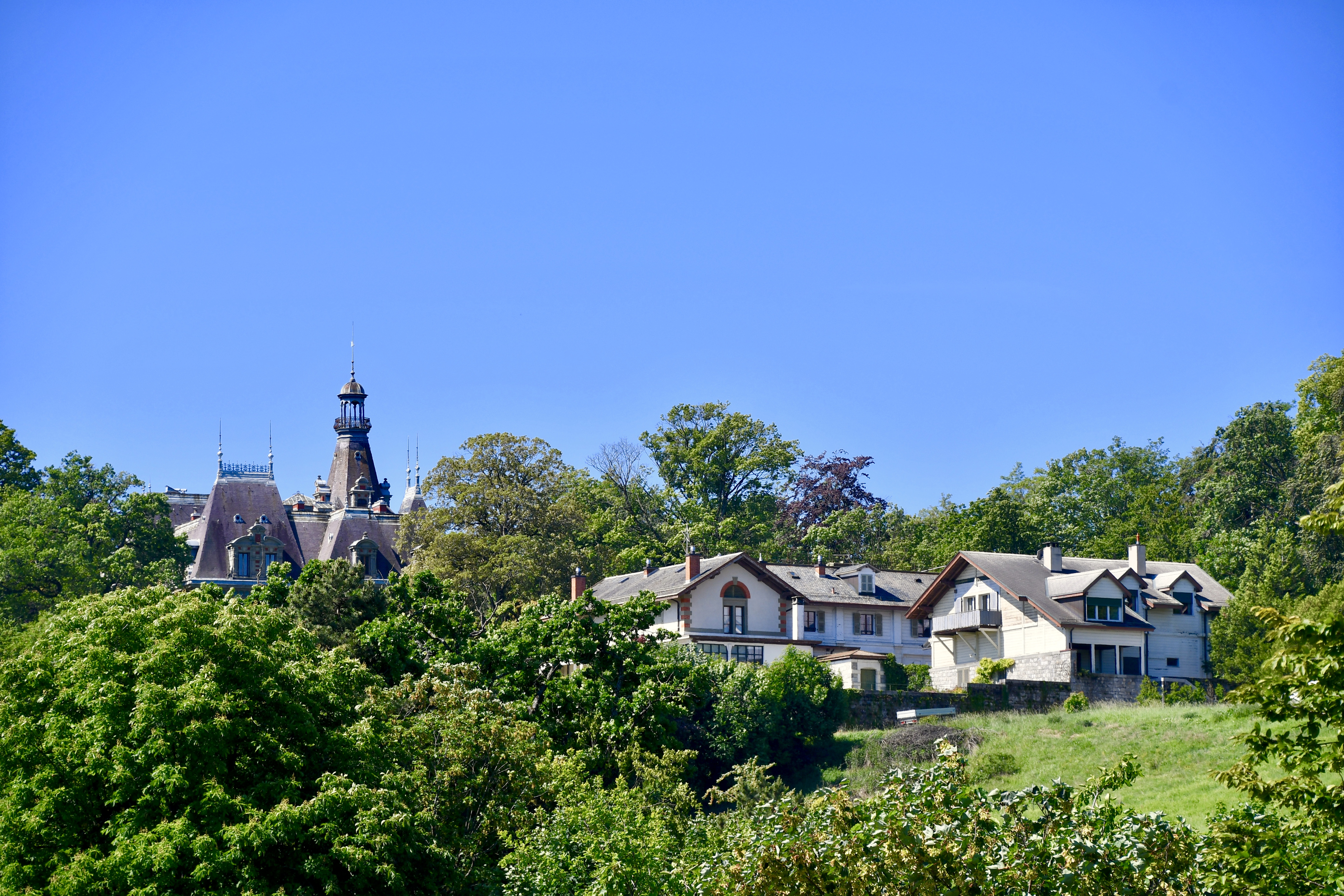
La Villa Perrot et ses dépendances vues depuis Chambésy-Dessous.
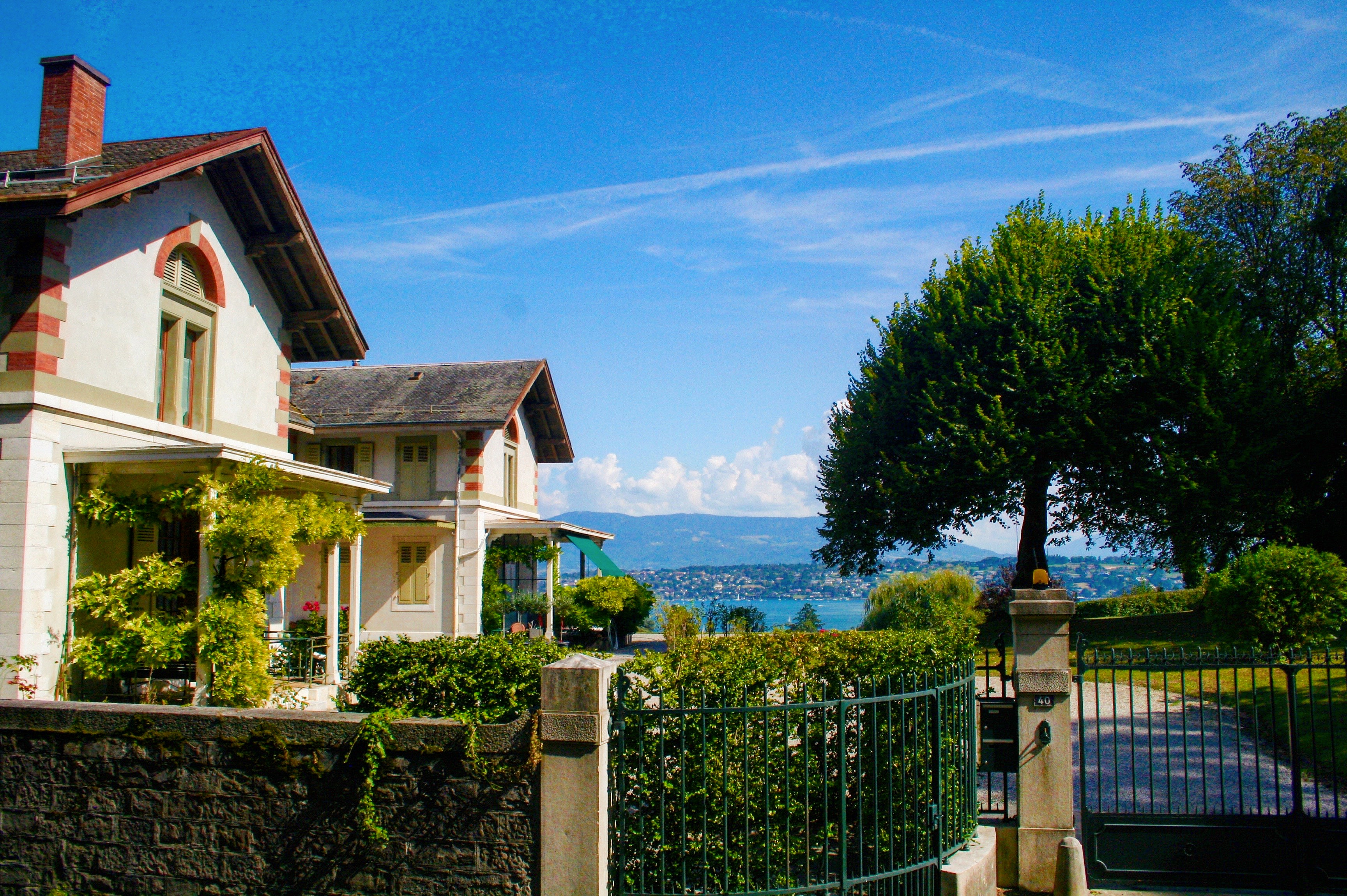
Les dépendances dites Petite-Malvande habitée actuellement par les familles Perrot et Lauber.

### Vue de la tour

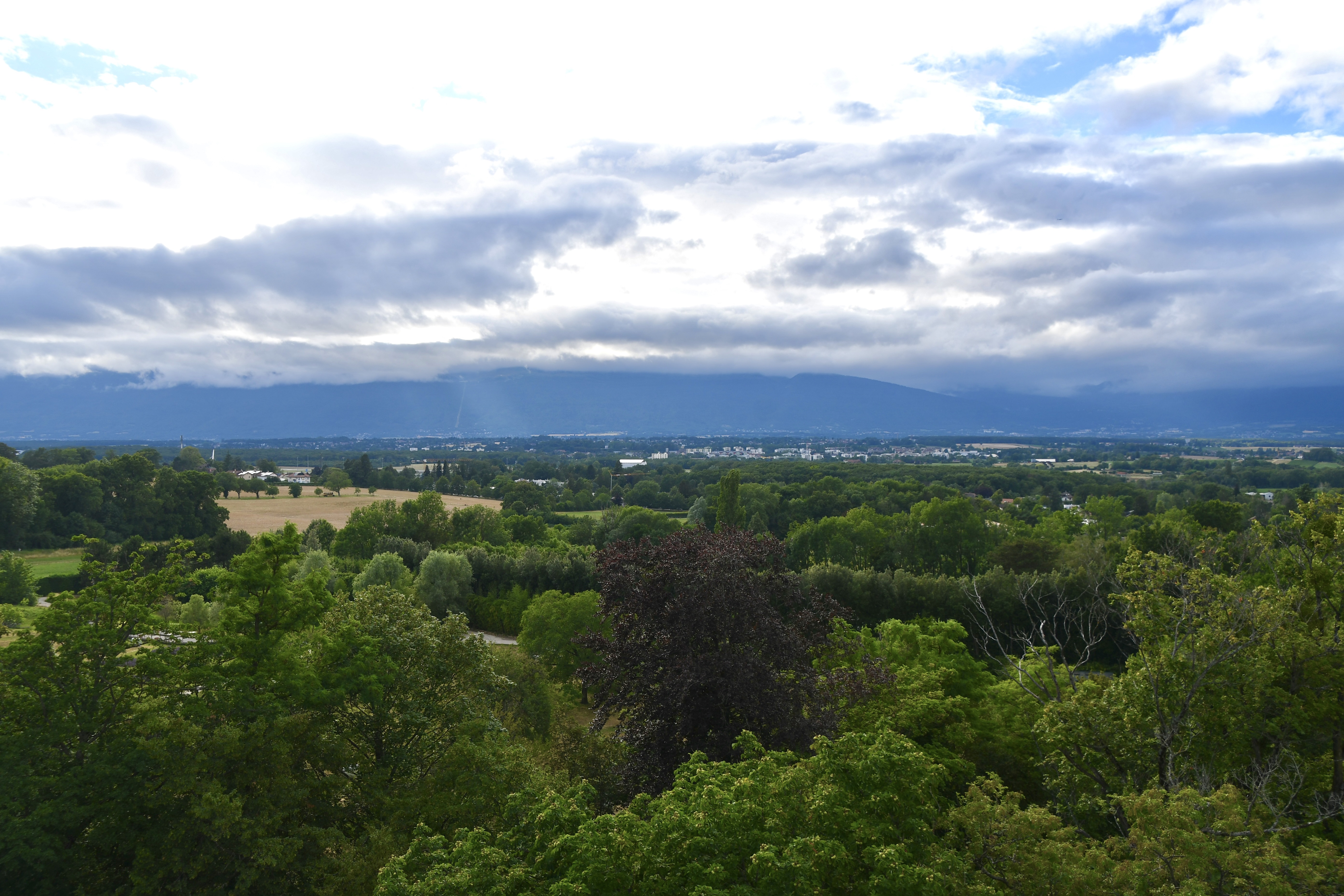
Vue sur le Nord depuis la tour.
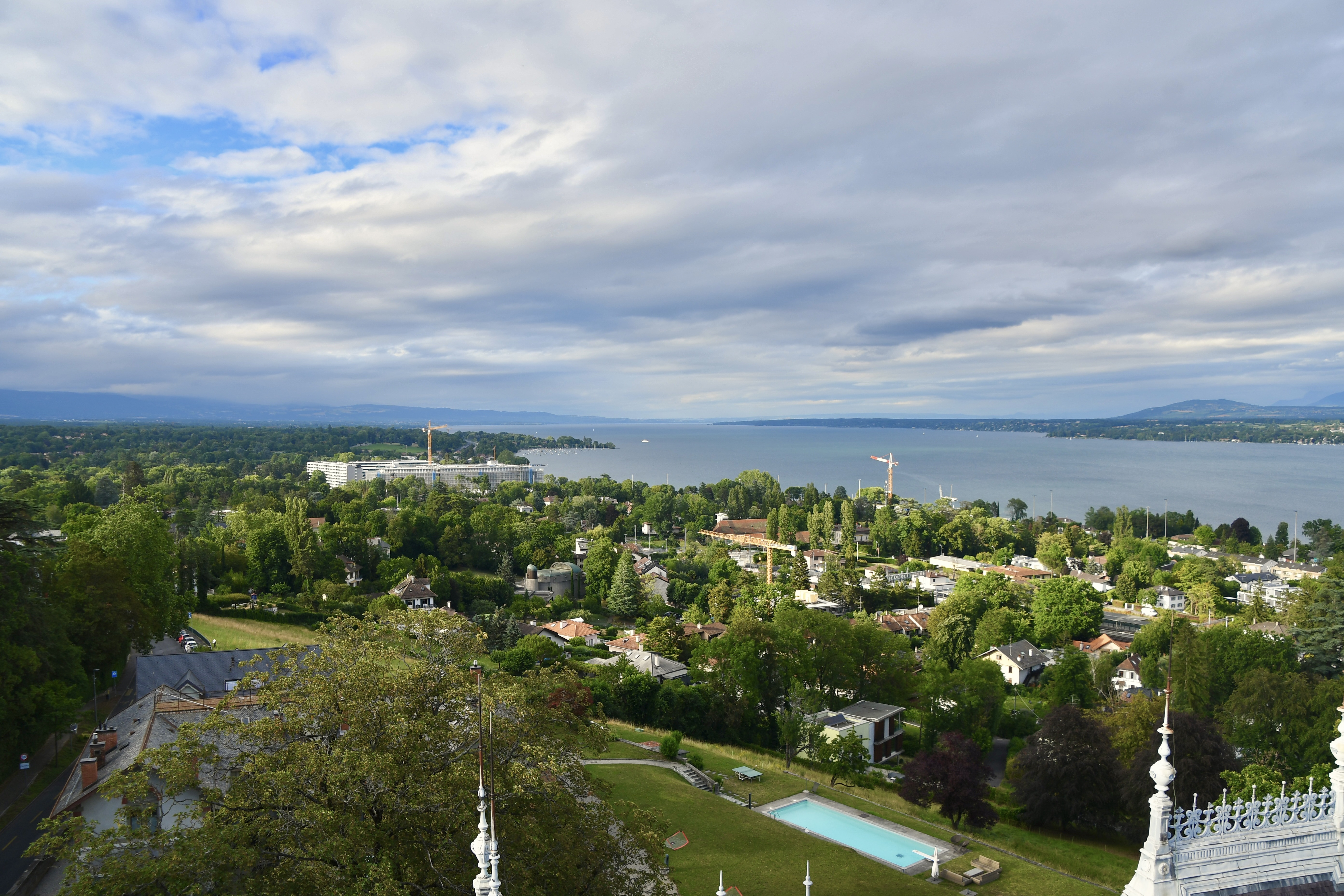
Vue sur l'Est depuis la tour.
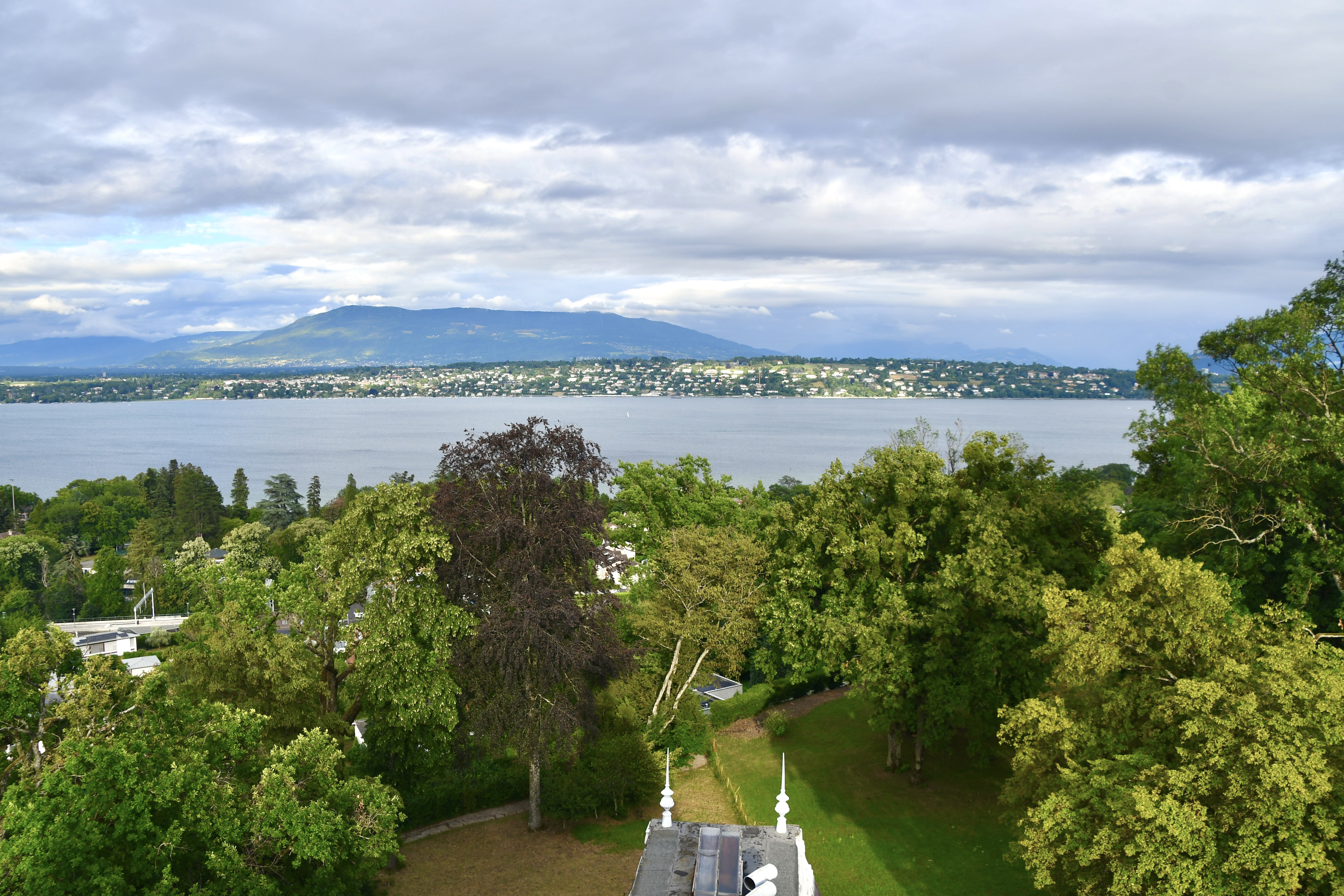
Vue sur le Sud depuis la tour.
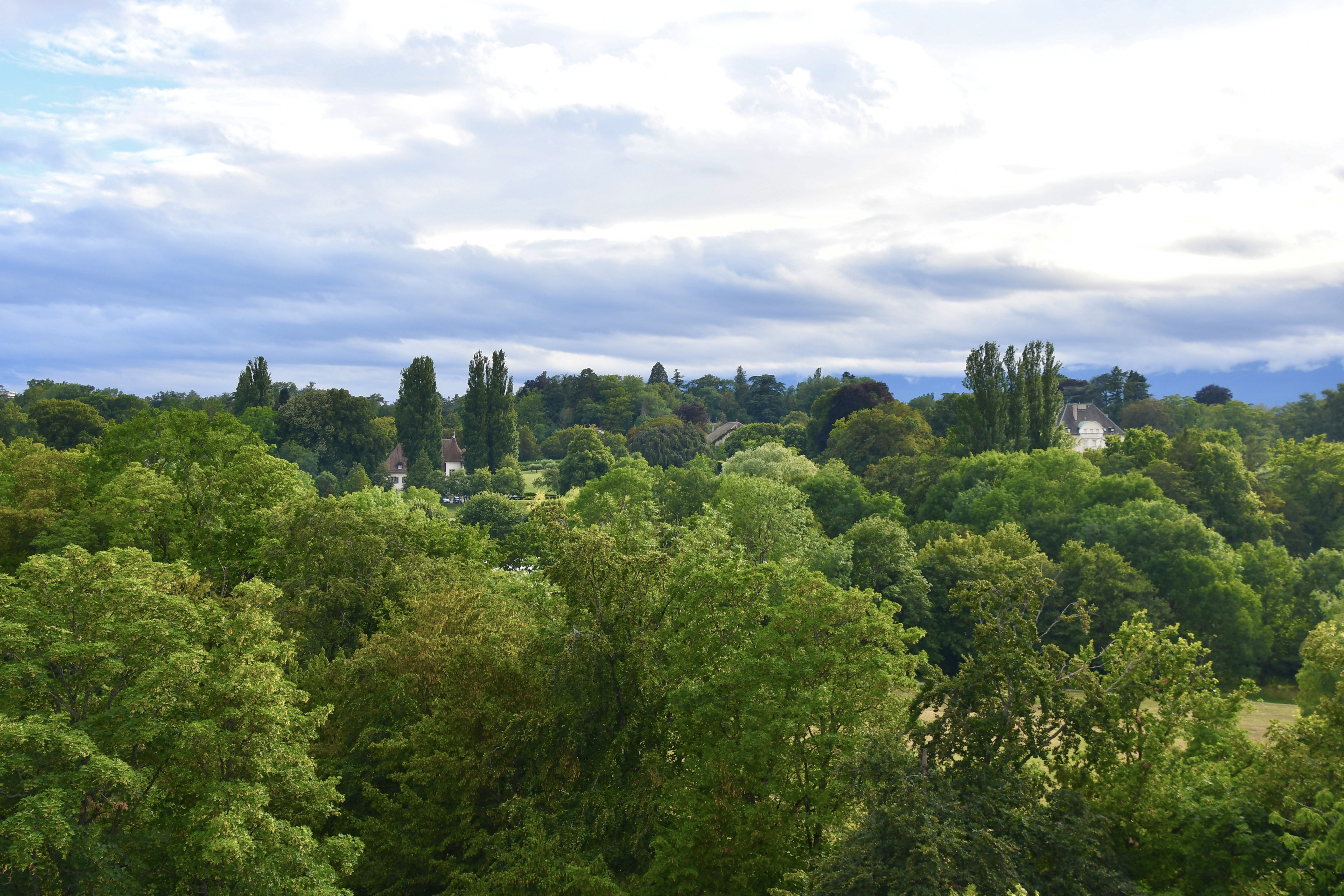
Vue sur l'Ouest depuis la tour.

## Anecdotes
En 1947, une violente bise soufflant à 120 km/h décapite l’arbre le plus haut du canton, situé dans le domaine du château. Il s’agit d’un séquoia géant qui culmine alors à près de 50 mètres de hauteur. Son sommet se distingue de loin, visible aussi bien depuis Versoix que depuis la région de Gex et l’ensemble de la rive gauche genevoise du lac.